# Heinz von Perckhammer
Heinrich (Heinz) von Perckhammer (Meran, 3 mei 1895 - Meran, 3 februari 1965) was een uit Tirol afkomstige fotograaf. Na een jarenlang verblijf in China opende hij in Berlijn een fotoatelier en gaf hij enkele fotoboeken uit met afbeeldingen over China. 

## Jeugd
Zijn vader Hildebrand von Perckhammer had sinds 1878 een fotoatelier. Toen hij in december 1911 plotseling stierf, sloot zijn weduwe Johanna Fiala de studio. Heinz von Perckhammer had toen nog geen ambities om fotograaf te worden. Hij gaf de voorkeur aan een studie op de kunstacademie in München. 
In 1913 werd hij stuurmatroos op de kruiser SMS Kaiserin Elisabeth van de zevende compagnie van het k.u.k. matrozenkorps. Als matroos nam hij deel aan de Eerste Wereldoorlog. Zijn schip vocht tegen de Japanners, maar nadat op 2 november 1914 de munitie op was, werd het eigen schip tot zinken gebracht bij de haven van Tsingtao. Na de inname van die Chinese stad door de Japanners, werd Von Perckhammer krijgsgevangene gemaakt. Van 1917 tot 1919 verbleef hij in een Japans interneringskamp in Wan-Schou-Ze. Daar begon hij met fotograferen. 
Ongeveer in 1927-1928 keerde hij terug naar Duitsland en opende in Berlijn onder de naam Photo-Art-Studio een fotoatelier aan de Kurfürstendamm. Hij maakte veel foto's van het gezelschapsleven van Berlijn en van de motorsport. Daarnaast hield hij zich bezig met naaktfotografie. In 1929 documenteerde hij voor de krant Die Woche de tocht rond de wereld per zeppelin van de LZ127 Graf Zeppelin.
In de Tweede Wereldoorlog was hij oorlogscorrespondent voor de Waffen-SS in de rang van Untersturmführer. Zijn fotoatelier in Berlijn werd in 1942 gebombardeerd. Hij verhuisde naar het inmiddels in Italiaanse handen zijnde Meran, opende er een atelier en stierf daar kort voor zijn zeventigste verjaardag aan een herseninfarct.

## Hergé
Ter voorbereiding van het maken van het verhaal De avonturen van Kuifje, reporter in het Verre Oosten, dat in 1936 werd uitgegeven als album onder de titel De Blauwe Lotus, kocht de Belgische striptekenaar Hergé onder andere het fotoboek Von China und Chinesen van Von Perckhammer uit 1931 met 63 foto's over voornamelijk het dagelijkse leven van Peking.